# Виговське
Виго́вське (до 2024 року – Першотравневе) — село в Рокитнянській селищній громаді Білоцерківського району Київської області України. Населення становить 254 осіб.
Як самостійний населений пункт із власною назвою існує з 1992 року. Доти - поселення радгоспу "Перше Травня".

## Назва
Було засноване як село Першотравневе.
19 вересня 2024 року Верховна Рада підтримала перейменування села Першотравневе на Виговське. Нова назва на честь Івана Виговського. 26 вересня 2024 року перейменування набуло чинності.